# Gaeta
Gaeta é uma comuna italiana da região do Lácio, província de Latina, com cerca de 21.135 habitantes. Estende-se por uma área de 28 km², tendo uma densidade populacional de 755 hab/km². Faz fronteira com Formia, Itri.
Nessa cidade nasceu o papa Gelásio II.

## Demografia
| Variação demográfica do município entre 1861 e 2011                               |
|                                                                                   |
| Fonte: Istituto Nazionale di Statistica (ISTAT) - Elaboração gráfica da Wikipedia |